# Орашаць
Ораша́ць (мак. Орашац) — село у Північній Македонії, входить до складу общини Куманово Північно-Східного регіону. До 2007 року було центром общини Орашаць.
Населення — 387 осіб (перепис 2002) в 149 господарствах.